# Esves
Pour les articles homonymes, voir Esves (homonymie).
L' Esves [ɛv] est une rivière française du seul département Indre-et-Loire dans la seule région Centre-Val de Loire et un affluent droit de la Creuse, c'est-à-dire un sous-affluent de la Loire par la Vienne.

## Géographie
De 39,4 kilomètres de longueur, l'Esves prend sa source sur la commune de Betz-le-Château, au lieu-dit les Montrotières, à 135 mètres d'altitude. 

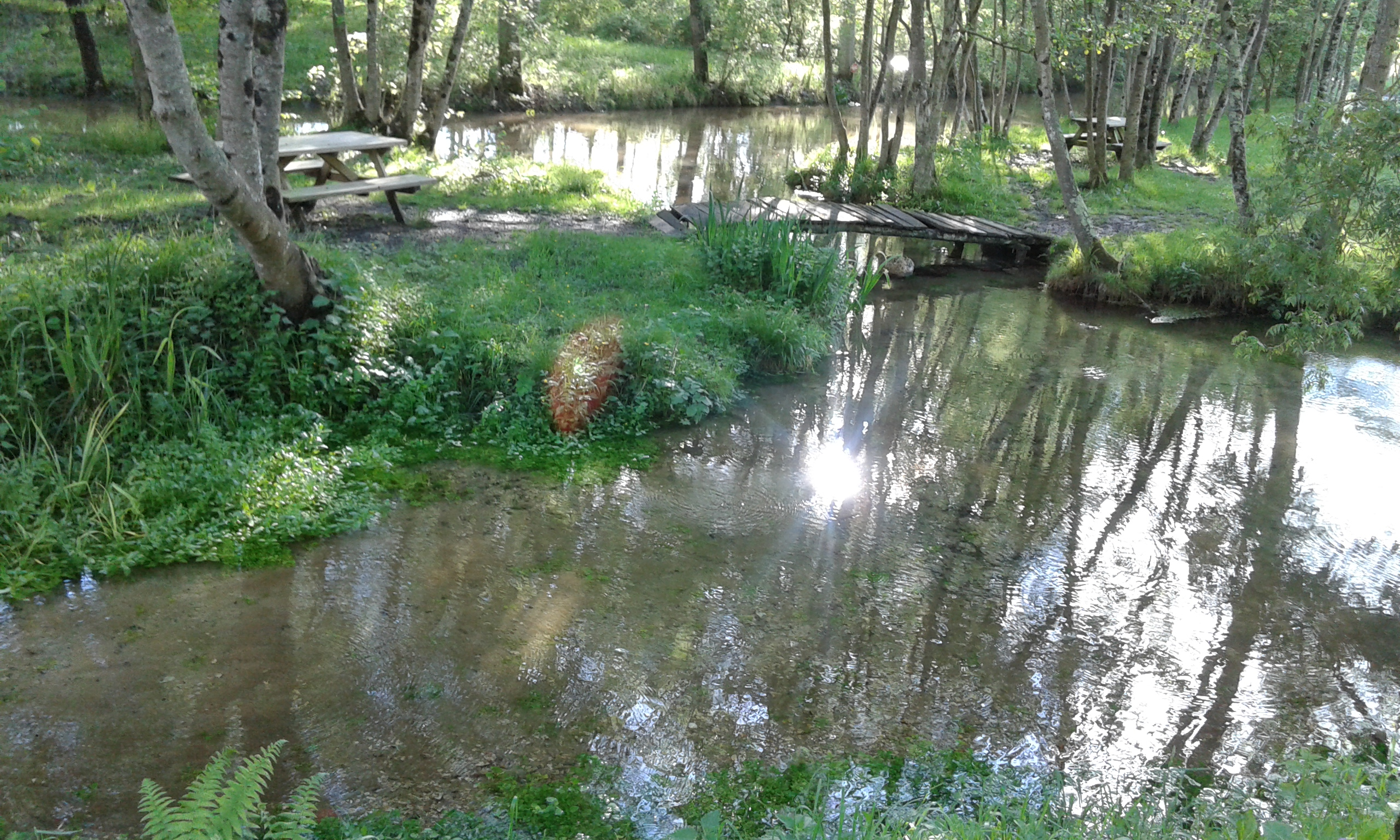
Les Fontaines Rouges, publiques, sur la rive droite de l'Esves, à Esves-le-Moutier, et les Fontaines Saint-Martin, privées, en vis à vis, sur la rive gauche, sont souvent considérées comme les sources de l'Esves. Elles auraient été évangélisées par Saint-Martin et sont à l'origine de la fondation de la toute première église du village, situé à 800 m en aval. Leur accès piéton est possible depuis le bourg, en longeant l'Esves depuis le stade, ou bien par le lieu dit Les Girodet, sur la route de Saint-Senoch.

Toutefois, les Fontaines Rouges publiques, et les Fontaines Saint-Martin, privées sur la commune d'Esves-le-Moutier sont couramment considérées comme les sources de l'Esves.
Elle coule globalement de l'est vers l'ouest.

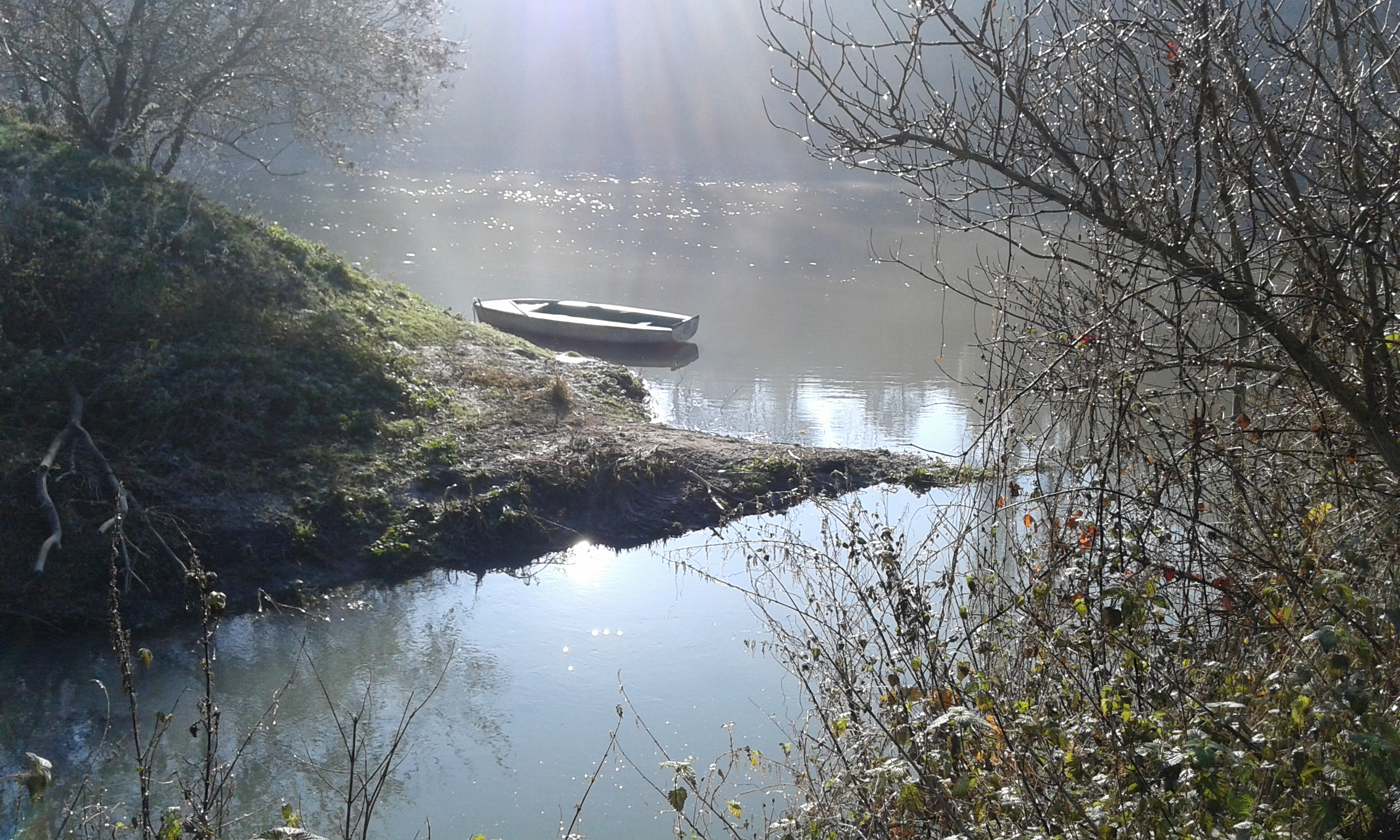
L'Esves se jette dans la Creuse tout au Nord de la commune de Descartes, en limite avec la commune de La Celle-Saint-Avent, juste en face de Falaise, lieu-dit situé sur l'autre rive dans la département de la Vienne. Après le Moulin Poujard, le cours de la rivière s'encaisse dans les sédiments de la Creuse avant de passer sous un joli pont de pierre à deux arches, hélas aujourd'hui envahi par la végétation.

L'Esves conflue, en rive droite de la Creuse, sur la commune de Descartes, à 44 mètres d'altitude. Cette confluence est en face de la commune Des Ormes, en rive gauche de la Creuse, commune du département de la Vienne alors que l'Esves est intégralement en Indre-et-Loire,.
Les cours d'eau voisins sont l'Échandon au nord, l'Indre au nord-est et à l'est, le Brignon au sud-est et au sud, la Creuse au sud-ouest et à l'ouest, la Manse au nord-ouest.

### Communes et cantons traversés
Dans le seul département d'Indre-et-Loire, l'Esves traverse les onze communes, suivantes, dans le sens amont vers aval, de Betz-le-Château (source), Saint-Senoch, Esves-le-Moutier, Ciran, Ligueil, Cussay, Civray-sur-Esves, Sepmes, Marcé-sur-Esves, La Celle-Saint-Avant, Descartes (confluence).
Soit en termes de cantons, l'Esves traverse deux cantons, prend source et conflue dans le même canton de Descartes, mais traverse le canton de Loches, le tout dans l'arrondissement de Loches.

### Toponymes
L'Esves a donné son hydronyme aux trois communes suivantes de Esves-le-Moutier, Civray-sur-Esves, et Marcé-sur-Esves.

### Bassin versant
L'Esves traverse deux zones hydrographiques 'L'Esves de la Ligoire (C ) à la Creuse (NC)' (L632) et 'L'Esves de sa source à la Ligoire (NC)' (L631) pour une superficie totale de 239 km2. Ce bassin versant est composé à 86,53 de « territoires agricoles », à 12,37 % de « forêts et milieux semi-naturels », à 1.29 de « territoires artificialisés », et à 0.01 % de « surfaces en eau »,.

## Affluents
L'Esves a sept tronçons affluents référencés dont quatre bras :
- le Ravin (rg), 7,6 km, sur deux communes avec deux affluents et de rang de Strahler trois
- l'Estrigueil (rd), 9,4 km, sur trois communes avec un affluent donc de rang de Strahler deux.
- la Ligoire (rd), 20,9 km, sur huit communes avec cinq tronçons affluents dont deux bras et un affluent et de rang de Strahler trois :
  - la Riolle (rd), 11,4 km, sur trois communes avec un affluent.

### Rang de Strahler
Le rang de Strahler est donc de quatre.

## Aménagements et écologie

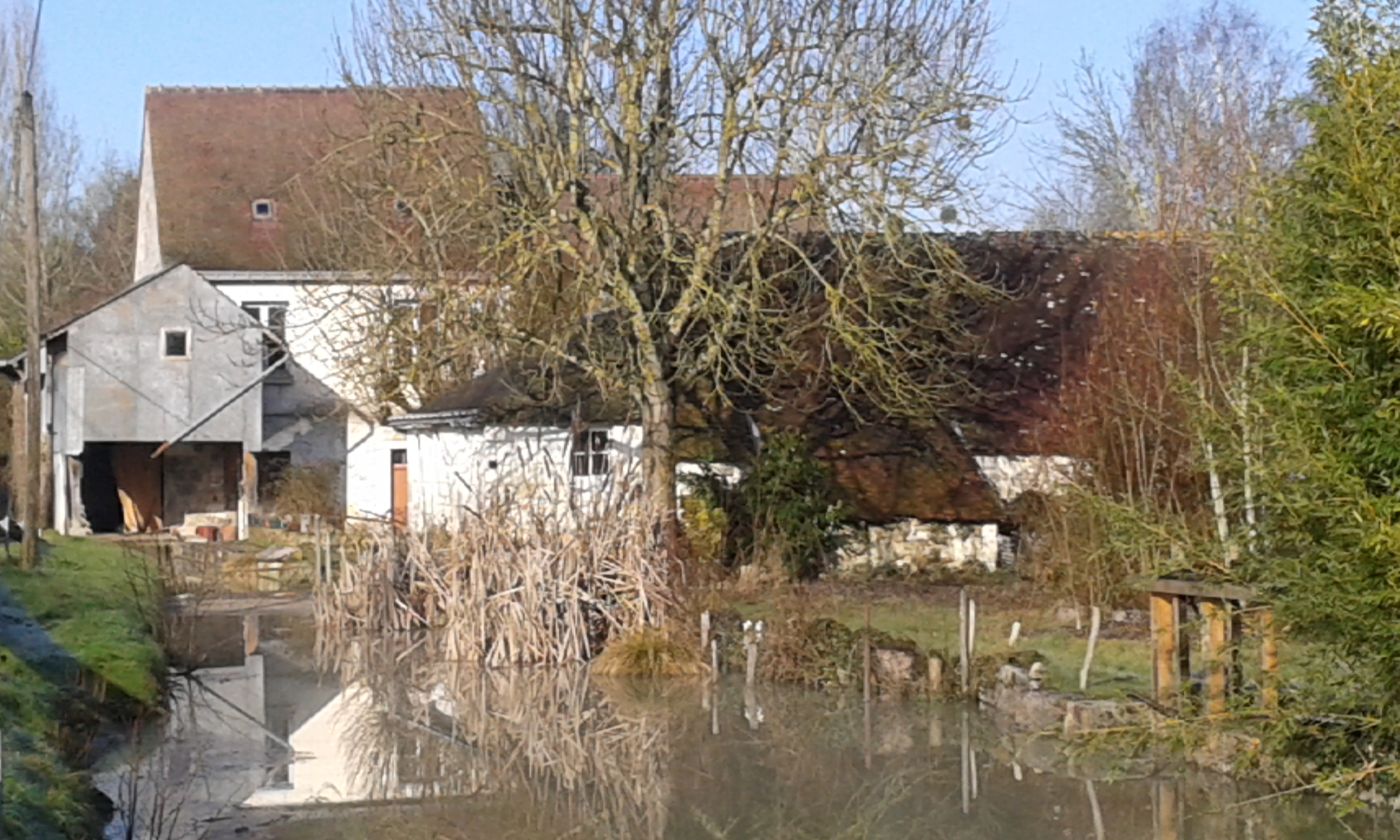
Le Moulin Nouet est un ancien lieu-dit, aujourd'hui intégré au village d'Esves-le-Moutier. Composé de quatre propriété, le Moulin lui-même est situé sur la rive droite du bief qui lui amène l'eau depuis les Fontaines-Rouges, 800 m en amont.

Sur son cours, on rencontre les lieux-dits le moulin Nouet, le gué aux Moines, le moulin de la Roche, le moulin Pottiers, le Petit Moulin, le moulin Vachereau, le moulin de la Touche, le château de la Tourmellière, le Gué et le moulin d'Épigny, le moulin d'Edmaine, le moulin de Ménard, le pont d'Aller, l'ancien gué de la Félonnière, le moulin de Civray-sur-Esves, le moulin Feschaux, le moulin de Beauregard, le moulin de l'Écorche-Bœuf, le moulin de Liaunay, le moulin Gruteau, le moulin du Temple, le moulin de la Ville, le moulin Neuf, le moulin Poujard.

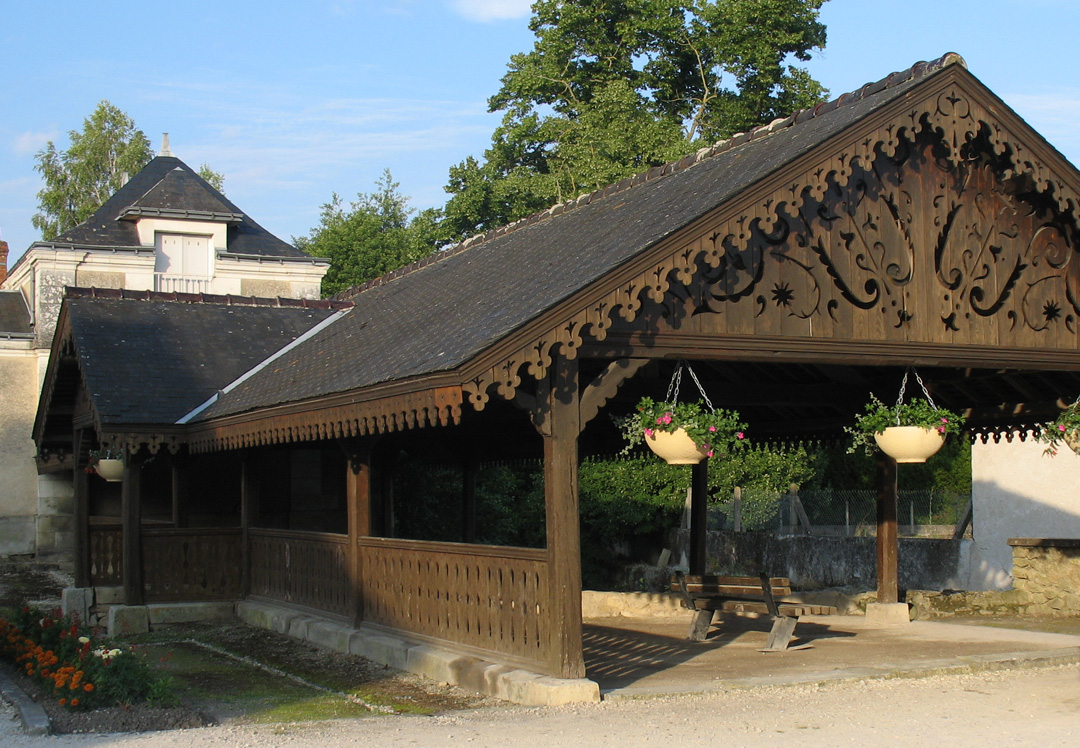
Le lavoir de Ligueil au bord de l'Esves
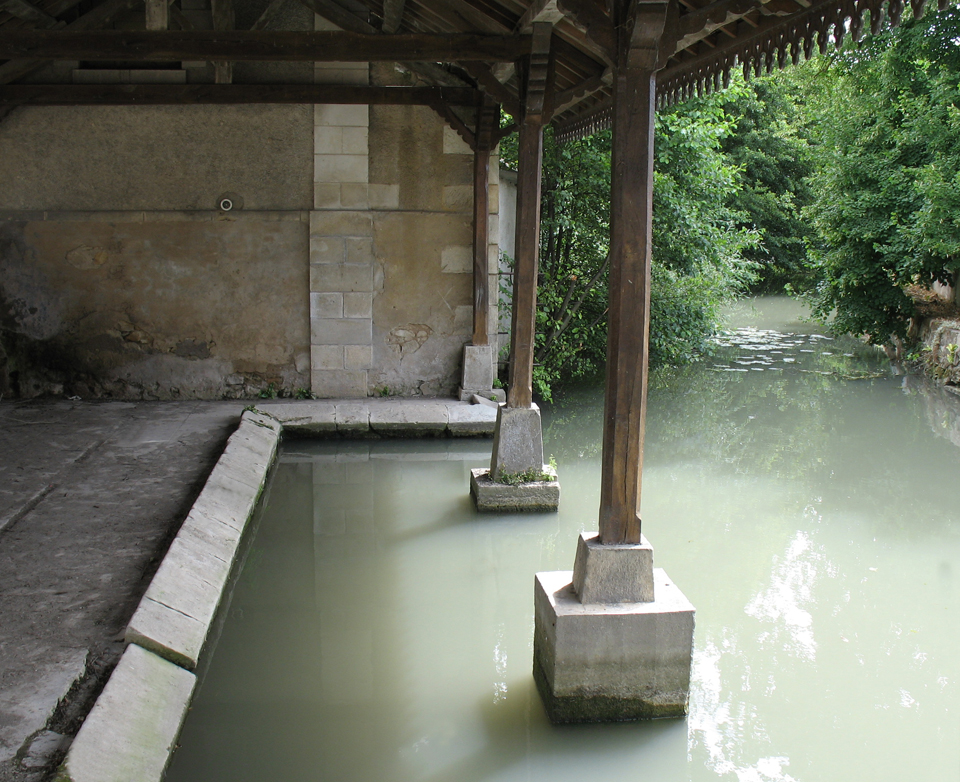
Le lavoir en bois découpé, à Ligueil sur l'Esves